# James Debbah
James Salinda Debbah (ur. 14 grudnia 1969 w Monrovii) – liberyjski trener i piłkarz występujący na pozycji napastnika. Od listopada 2014 roku selekcjoner reprezentacji Liberii. Jest kuzynem George'a Weaha, także piłkarza i byłego reprezentanta Liberii.

## Kariera klubowa
Karierę piłkarską Debbah rozpoczął w klubie Mighty Barolle. W 1985 roku zadebiutował w jego barwach w liberyjskiej Premier League. W Mighty Barolle grał do 1989 roku. Wraz z tym klubem trzykrotnie wywalczył mistrzostwo kraju w latach 1986, 1988, 1989 oraz zdobył dwa Puchary Liberii w latach 1985, 1986. W 1986 roku strzelając 16 goli w lidze został jej królem strzelców. W 1990 roku grał w kameruńskim Unionie Duala, z którym sięgnął po tytuł mistrza Kamerunu.
W 1990 roku Debbah wyjechał do Francji i został zawodnikiem Olympique Alès. W sezonie 1990/1991 grał z nim w Ligue 2. Latem 1991 odszedł do AS Monaco. W nim też zadebiutował w Ligue 1, a w 1992 roku wywalczył z Monaco wicemistrzostwo Francji. Po tym sukcesie przeszedł do Olympique Lyon. W 1995 roku został z Lyonem wicemistrzem kraju, a następnie trafił do OGC Nice. W 1997 roku zdobył z klubem z Nicei Puchar Francji oraz spadł z Ligue 1 do Ligue 2.
Latem 1997 Debbah przeszedł do belgijskiego Anderlechtu. Po pół roku gry w tym klubie wrócił do Francji i został piłkarzem Paris Saint-Germain. Spędził w nim pół sezonu i zdobył z nim Puchar Francji oraz Puchar Ligi Francuskiej.
W 1998 roku Debbah został piłkarzem tureckiego MKE Ankaragücü. W 1999 roku przeszedł do Iraklisu Saloniki. Grał w nim przez 2 lata, a w 2001 roku wyjechał do Zjednoczonych Emiratów Arabskich by grać w Al-Jazira Club. Po 2 latach spędzonych w ZEA trafił do Bahrajnu. Grał tam w 2 klubach: Al-Riffa i Al-Muharraq. Z tym drugim zdobył w 2005 roku Puchar Bahrajnu i Puchar Króla Bahrajnu. W sezonie 2005/2006 grał w katarskim Al-Arabi.
W 2006 roku Debbah zawiesił karierę. Wznowił ją w 2008 roku, gdy wyjechał do Indonezji. W sezonie 2008/2009 grał w Pupuk Kaltim Bontang. W 2010 roku przeszedł do Persiram Raja Ampat.
| Sezon   | Klub                      | Kraj                         | Rozgrywki         | Mecze | Bramki |
| ------- | ------------------------- | ---------------------------- | ----------------- | ----- | ------ |
| 1985    | Mighty Barolle            | Liberia                      | Premier League    | ?     | ?      |
| 1986    | Mighty Barolle            | Liberia                      | Premier League    | ?     | ?      |
| 1987    | Mighty Barolle            | Liberia                      | Premier League    | ?     | ?      |
| 1988    | Mighty Barolle            | Liberia                      | Premier League    | ?     | ?      |
| 1989    | Mighty Barolle            | Liberia                      | Premier League    | ?     | ?      |
| 1990    | Union Duala               | Kamerun                      | Première Division | ?     | ?      |
| 1990/91 | Olympique Alès            | Francja                      | Ligue 2           | 21    | 6      |
| 1991/92 | AS Monaco                 | Francja                      | Ligue 1           | 12    | 2      |
| 1992/93 | Olympique Lyon            | Francja                      | Ligue 1           | 29    | 8      |
| 1993/94 | Olympique Lyon            | Francja                      | Ligue 1           | 22    | 5      |
| 1994/95 | Olympique Lyon            | Francja                      | Ligue 1           | 29    | 5      |
| 1995/96 | OGC Nice                  | Francja                      | Ligue 1           | 30    | 12     |
| 1996/97 | OGC Nice                  | Francja                      | Ligue 1           | 26    | 10     |
| 1997/98 | OGC Nice                  | Francja                      | Ligue 2           | 1     | 0      |
| 1997/98 | RSC Anderlecht            | Belgia                       | Eerste Klasse     | 7     | 2      |
| 1997/98 | Paris Saint-Germain       | Francja                      | Ligue 1           | 12    | 0      |
| 1998/99 | MKE Ankaragücü            | Turcja                       | Süper Lig         | 12    | 0      |
| 1999/00 | Iraklis Saloniki          | Grecja                       | Alpha Ethniki     | 28    | 10     |
| 2000/01 | Iraklis Saloniki          | Grecja                       | Alpha Ethniki     | 17    | 7      |
| 2001/02 | Al-Jazira Club            | Zjednoczone Emiraty Arabskie | UAE League        | 28    | 20     |
| 2002/03 | Al-Jazira Club            | Zjednoczone Emiraty Arabskie | UAE League        | 33    | 16     |
| 2003/04 | Al-Riffa                  | Bahrajn                      | Premier League    | ?     | ?      |
| 2004/05 | Al-Muharraq               | Bahrajn                      | Premier League    | ?     | ?      |
| 2005/06 | Al-Arabi                  | Katar                        | Q-League          | ?     | ?      |
| 2008/09 | Pupuk Kaltim Bontang      | Indonezja                    | Liga Indonesia    | 31    | 12     |
| 2009/10 | Persiram Rajat Ampat Bone | Indonezja                    | Divisi Utama      | ?     | ?      |

## Kariera reprezentacyjna
W reprezentacji Liberii Debbah zadebiutował w 1986 roku. W 1996 roku był w kadrze Liberii na Puchar Narodów Afryki 1996. Zagrał na nim w 2 meczach: z Gabonem (2:1) i z Demokratyczną Republiką Konga (0:2).
W 2002 roku Debbah został powołany do kadry na Puchar Narodów Afryki 2002. Wystąpił na nim w 2 spotkaniach: z Mali (1:1) i z Algierią (2:2). W kadrze narodowej grał do 2004 roku. Rozegrał w niej 73 mecze i strzelił 42 gole.